# 杰瑞·帕拉西奥斯
杰瑞·帕拉斯奥斯（Jerry Palacios，1981年11月1日—），是一名洪都拉斯职业足球运动员，司职前锋，为洪都拉斯国家队2010年南非世界盃參賽成员，現效力于马拉松。

## 球員生涯
杰瑞·帕拉西奥斯是英超球队熱刺中場球员威尔森·帕拉西奥斯的哥哥，他在洪都拉斯球队CD奥林匹亚开始职业足球生涯，并在此后先后效力于莫塔瓜体育、维达、马拉松等球队。
2010年，他加盟中超球队杭州绿城，全季只上陣15場取得2個入球。2010年中超賽季結束後，未獲杭州绿城續約。
香港甲組足球聯賽球隊南華足球部主任羅傑承，2010年11月14日於球隊官方Blog宣布，杰瑞·帕拉西奥斯加盟南華的消息。不過跟隨南華操練一個星期後，杰瑞·帕拉西奥斯認為香港不適合他，最終沒有與南華簽約，並於2010年11月21日離隊。
2011年1月，中甲球队湖南湘涛宣布和帕拉斯奥斯签约一年。他在赛季为湖南湘涛出场23次，射进6球，但季后未能获得续约。2012年帕拉西奥斯回到马拉松。

## 國家隊
2010年6月15日，洪都拉斯国家队中场球员胡里奧·塞薩爾·德萊昂因伤退出南非世界杯，杰瑞·帕拉西奥斯獲补选征召招入国家队。值得一提的是，帕拉西奥斯三兄弟，也因此一起代表洪都拉斯国家队參加南非世界杯，从而创造世界杯的历史，杰瑞·帕拉西奥斯在對西班牙與瑞士兩場分組賽均有上陣。

## 外部連結
- 國際足協官方網頁南非世界盃球員資料 （页面存档备份，存于）